# Ґоліна-Велика
Ґоліна-Велика (пол. Golina Wielka, нім. Lang Guhle) — село в Польщі, у гміні Бояново Равицького повіту Великопольського воєводства.
Населення — 769 осіб (2011).
У 1975-1998 роках село належало до Лешненського воєводства.

## Демографія
Демографічна структура станом на 31 березня 2011 року:
|          | Загалом | Допрацездатний вік | Працездатний вік | Постпрацездатний вік |
| -------- | ------- | ------------------ | ---------------- | -------------------- |
| Чоловіки | 375     | 95                 | 244              | 36                   |
| Жінки    | 394     | 83                 | 238              | 73                   |
| Разом    | 769     | 178                | 482              | 109                  |